# Framadar
Framadar ou framatar foi um título administrativo iraniano utilizado durante o Império Aquemênida, Império Arsácida e Império Sassânida.

## História
O título tem sua origem no substantivo framātar (fra + tema mā = farman/framan "ordem" + sufixo de agente tar "que mantém"), que era utilizado em persa antigo nos títulos reais e era sempre acompanhado pela palavra paru-, "numerosos, muitos", o que levou os estudiosos a traduzirem-o como "mestre, senhor [de muitos]". O título era usado como fórmula padrão pelos reis aquemênidas. O termo passou para o parta na forma prmtr de modo a designar um ofício, provavelmente do diretor dos suprimentos públicos (vinho cevada, etc.) Esse título aparece num dos óstracos de Coxa-Tepe com datação para a primeira metade do século I.
A evidência mais precoce deste títulos sob os sassânidas data do terceiro ano do xá Sapor I (r. 240–270) numa pequena inscrição ao lado de um altar em Barm-e Delak, próximo de Xiraz, na qual se menciona dois dignitários, o segundo dos quais é o framadar Vonones (Wahnām) (whn’m ZY prmtr). Na inscrição trilíngue do Cubo de Zaratustra, gravada após a vitória de Sapor sob o imperador Valeriano (260), dois framadares são mencionados na lista de dignitários: Vonones (Wohnām), que é associado ao homônimo citado na inscrição de Xiraz, e Sapor. Como a inscrição do cubo indica, havia dois titulares do mesmo ofício, e pode ser que houvesse mais, ao mesmo tempo.
Este título é também encontrado num selo sassânida não datado que menciona um framadar vaspuragã (wāspuhragān). O termo pálavi vaspuragã foi utilizado para denotar a alta nobreza do Império Sassânida, as sete grandes famílias de origem parta. Valendo-se disso, Heinrich Hübschmann associou essa informação a "vaspuracã hamaracar" (em armênio/arménio: ւապւհրականհամանակար; romaniz.: wāspuhrakānhamanakar, em persa médio: wāspuhragān āmārgar, "coletor de impostos da alta nobreza"), um título citado pelo historiador armênio Sebeos. Além disso, no centro do mesmo selo há a inscrição sphʾn (Ispaã), o que indica que esta era a sede do framadar e que, caso Hübschmann esteja certo, o oficial amargar era seu assistente.
Segundo certos textos pálavis, ele também reteve importante posição dentro do clero zoroastrista. Cita-se o "diretor (framadar) da comunidade de sacerdotes de Fars" que parece ter sido um funcionário do alto-escalão do clero zoroastrista e provavelmente também alguns certos funcionários civis e sacerdotes masdeístas que administravam os benefícios.